# Wistarrat

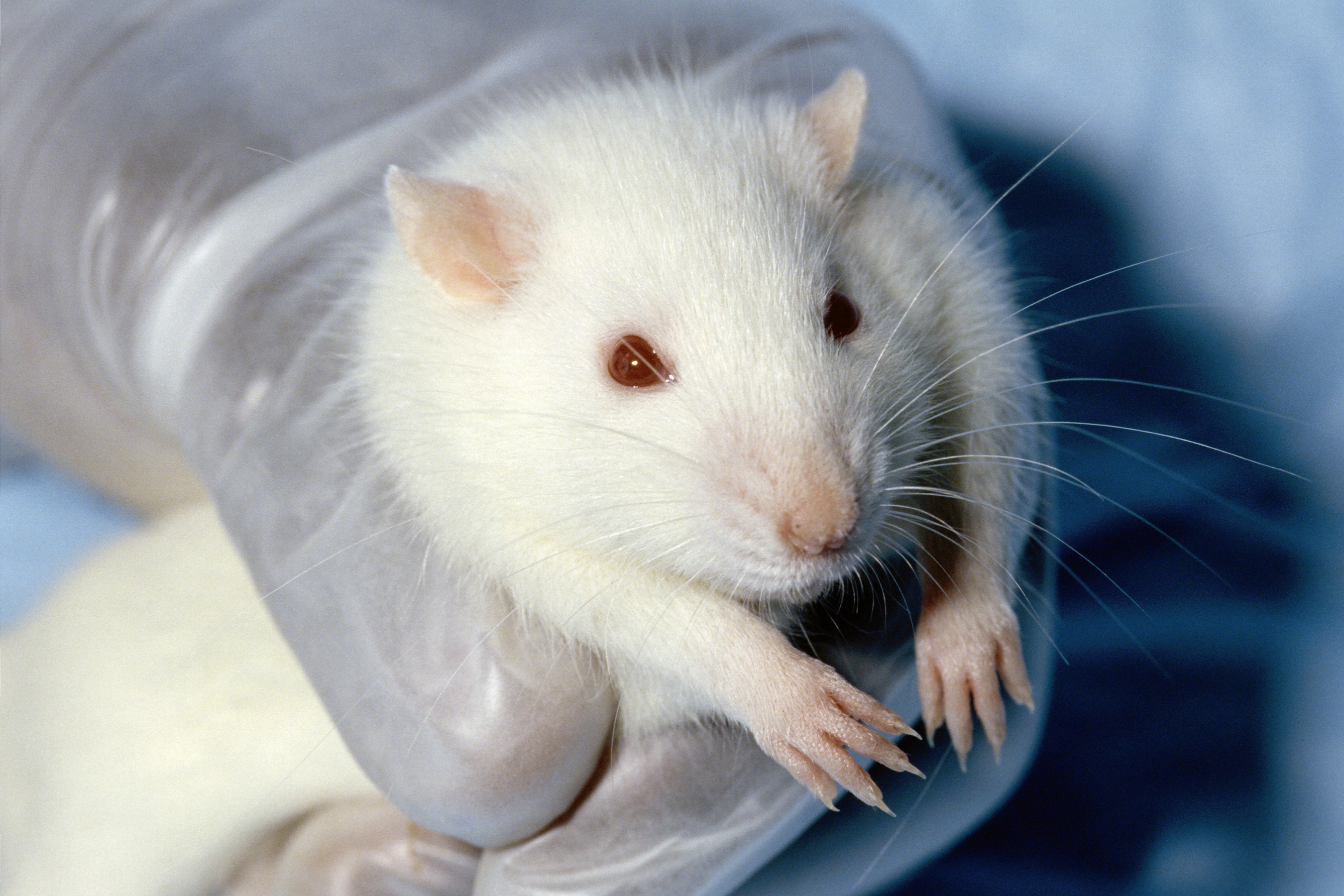
Een Wistarrat

De Wistarrat is een inteeltstam van ratten die voor dierproeven gebruikt wordt. De stam is in 1906 ontwikkeld door het Wistar Institute voor biologisch en geneeskundig onderzoek. Het is een van de meest gebruikte ratten voor laboratoriumonderzoek.
De Wistarrat is de eerste rat die als modelorganisme gebruikt werd, daarvoor gebruikte men vooral de huismuis. Meer dan de helft van alle stammen die in laboratoria gebruikt worden stammen af van de originele kolonie die opgezet is door fysioloog Henry Donaldson, wetenschappelijk bestuurder Milton J. Greenman en geneticus en embryologe Helen Dean King.
De Wistarrat is een albino met brede kop en lange oren. De staart is altijd korter dan het lichaam. Van de Wistarrat zijn verschillende andere proefdieren afgeleid, waaronder de Sprague Dawleyrat, de Long-Evansrat, de Lewisrat en de spontaan hypertensieve rat.